# علی یوسف‌پور
علی یوسف‌پور (زاده ۱۳۳۳ ناغان) سیاستمدار ایرانی و نماینده حوزه انتخابیه اردل، فارسان، کوهرنگ و کیار در دوره‌های دوم تا چهارم مجلس شورای اسلامی بوده‌است.

## زندگی نامه
علی یوسف پور در سال ۱۳۳۳ در خانواده ای مذهبی در ناغان متولد شد. تا پایان دوره دبستان را در همانجا گذراند و پس از آن به اصفهان رفت و در آنجا تحصیلاتش را ادامه داد. پس از انقلاب به سپاه پیوست.

## سوابق
یوسف پور نماینده اردل، فارسان، کوهرنگ و کیار در مجلس شورای اسلامی در دوره های دوم، سوم و چهارم بود. همچنین، سابقه سرپرستی وزارتخانه رفاه و تامین اجتماعی در دولت نهم، معاون پارلمانی وزارت نیرو، معاون حقوقی بنیاد مستضعفان و رئیس هیئت مدیره شرکت شستا را نیز در کارنامه خود دارد. دبیر کلی انجمن روزنامه نگاران مسلمان، مدیر عاملی خانه مطبوعات کشور و عضویت در شورای مرکزی جامعه اسلامی مهندسین و جمعیت ایثارگران انقلاب اسلامی را نیز میتوان از دیگر سوابق کاری یوسف پور نام برد.
یوسف‌پور صاحب‌امتیاز روزنامه سیاست روز است. او نامزد انتخابات دوازدهمین دوره ریاست جمهوری شد اما صلاحیت وی توسط شورای نگهبان تایید نشد.